# Boulevard César Thomson
Le Boulevard César Thomson est une artère de Liège en Belgique. 

## Situation et accès
Cette voie qui se situe à la limite du quartier Sainte-Marguerite  débute près de la rue de Hesbaye et se termine au début du boulevard Jean-Théodore Radoux.

## Origine du nom
Il honore le violoniste, compositeur et professeur César Thomson, né à Liège en 1857 et mort à Lugano (Suisse) en 1931.